# Kepler-160
Кеплер-160 (KOI-456)  — зірка головної послідовності, розташована в сузір'ї Ліри. Має планетну систему, відкриту місією «Кеплер». Зірка дуже схожа на Сонце за масою і радіусом, на червень 2020 року мала дві підтверджені екзопланети та дві непідтверджені.

## Характеристики
Кеплер-160 досить стара, у неї не виявлено навколозоряного диска.

## Планетна система
Два перших кандидати в екзопланети в зоряній системі Кеплер-160 були відкриті у 2010 році місією «Кеплер», яка націлена на пошук екзопланет земної групи. У 2014 році вони були підтверджені. Планети Kepler-160b і Kepler-160c не перебувають в орбітальному резонансі, попри те, що співвідношення їх орбітальних періодів близьке до 1:3.
У червні 2020 року астрономи з інституту Макса Планка повідомили про відкриття у системі ще двох кандидатів в екзопланети. 
Третя кам'яниста планета в придатній для життя зоні виявлена за проходженням перед диском зорі (транзитним методом). Передбачалося, що в системі є ще одна екзопланета-гігант — Kepler-160d.
Kepler-160d не проходить на тлі диска своєї зорі, тому не була помічена в даних попередніх спостережень. Друга нововідкрита планета — KOI-456.04 —, радіус якої оцінюється всього в 1,9 радіуса Землі, причому повний оберт навколо зорі вона робить за 378 діб. Таким чином, KOI-456.04 дуже схожа на Землю як сама по собі, так і за характеристиками своєї зорі. За словами астрономів, досі не було відомо жодної подібної далекої системи.